# Norte Club
O Norte Club foi um clube brasileiro de futebol da cidade de Belém, capital do estado do Pará. Atualmente tem sua história ligada ao Paysandu Sport Club, sendo o nome Norte Club considerado o antigo nome do Paysandu.

## Títulos

### Campanhas de destaque
- Vice-Campeonato Paraense: 1913.